# فورچی
فورچی (به ایتالیایی: Furci) یک کومونه در ایتالیا است که در استان کییتی واقع شده‌است.

## خصوصیات
فورچی ۲۶ کیلومترمربع مساحت و ۱٬۱۵۲ نفر جمعیت دارد و ۵۵۰ متر بالاتر از سطح دریا واقع شده‌است.

## خواهرخوانده
شهر بوندی خواهرخواندهٔ فورچی هست.